# 許淹
许淹（?—?），唐朝润州句容（今江蘇省句容市）人。
许淹少年时出家为僧，后来又还俗。他博物多识广闻，非常精通训诂。曹宪以南梁昭明太子《文选》教授诸生，而同郡魏模、公孙罗、江夏李善相继传授。许淹与公孙罗等人并列名家。撰有《文选音》十卷。